# Sydney Football Stadium (2022)
Sydney Football Stadium (for sponsormæssige årsager: Allianz Stadium) er et stadion i Moore Park, Sydney. Det erstattede det gamle Sydney Football Stadium og blev indviet den 28. august 2022.
Stadionet var blandt værtsbyerne under VM i fodbold 2023 i Australien/New Zealand.